# Enola Gay (band)
Enola Gay var et dansk band fra 1981 til 1984 klassificeret som hardcore punk. Navnet stammer fra flyvemaskinen, som kastede atombomben over Hiroshima.
Bandet blev dannet i Albertslund af Anderz Nielsen (guitar), "Jyde" Claus Jyderup (trommer), Brian "Bad Brain" Hansen (bas). Kort efter kom Jesper "Liselotte" Jørgensen på sang. Første optræden var på Køge Amts Gymnasium til talentshow 81.
| Musikgruppe | Spire Denne artikel om en dansk musikgruppe er en spire som bør udbygges. Du er velkommen til at hjælpe Wikipedia ved at udvide den. |